# Dualsimadapter
Een dualsimadapter is een adapter die gebruikers de mogelijkheid biedt om twee telefoonnummers in één telefoon te gebruiken. Dit kan een oplossing zijn voor veel mensen die graag hun zakelijk en privénummer in één telefoon gebruiken, voor mensen die in de grensstreek wonen/werken of voor mensen met meerdere abonnementen.

## Techniek
Dualsimadapters maken gebruik van de zogenaamde STK- oftewel SIM Toolkit-technologie. Deze technologie maakt het voor de adapter mogelijk om een nieuw menu aan de bestaande menu-structuur toe te voegen zonder dat er op de telefoon software geïnstalleerd hoeft te worden. Veel providers (bedrijven die mobiele telefonie aanbieden) maken ook gebruik van deze techniek. Vaak bieden telecomproviders, zoals Vodafone en T-Mobile Nederland, hier hun sms-diensten (weer, sport, koers informatie) aan.

## Twee varianten
Dualsimadapters komen voor in twee varianten: de zogenaamde "Cut"- en de "Non-Cut"-variant. Om twee simkaarten in één telefoon te kunnen gebruiken, dienen voor de Cut-versie de chipjes uit de simkaarten geknipt te worden. Dit knippen is mogelijk doordat een simkaart veelal bestaat overbodig plastic. Een klein gedeelte bevat de daadwerkelijke chip. Nadat de chipjes uit de originele simkaarten zijn verwijderd, worden deze in de dualsimadapter geplaatst en is de adapter klaar voor gebruik. Er worden speciale tangen aangeboden om het knippen van de simkaarten te vergemakkelijken.
De tweede variant is de zogenaamde Non-Cut-variant. Zoals de naam al aangeeft, hoeven voor deze versie de simkaarten niet geknipt te worden. Het nadeel aan de Non-Cut-versie is echter dat er meer fysieke ruimte in de telefoon nodig is, daar de simkaarten niet geknipt worden maar volledig in de Non-Cut-adapter geplaatst worden. Telefoons zoals de Nokia N70 en N73 (de grotere modellen dus) zijn voor deze variant geschikt. Er worden op internet lijsten aangeboden met beschikbare telefoons.
Verder zijn er binnen de Cut-variant meerdere mogelijkheden. Het populairste model is de zogenaamde "Magic-Sim 16th Generation". Deze variant wordt ondersteund door elk toestel en biedt verschillende extra mogelijkheden ten opzichte van zijn voorgangers (14th Generation en daarvoor). Zo kan er, indien gewenst, automatisch omgeschakeld worden tussen beide nummers en kan ervoor gekozen worden om het actieve nummer te laten zien op het telefoonscherm. De "15th Generation" is, ondanks dat zijn naam anders doet vermoeden, geavanceerder dan zijn oudere broertje. Deze variant biedt als extra mogelijkheid 250 extra telefoonnummers en 50 extra sms-berichten beveiligd op te slaan op de dualsimadapter. Beide varianten werken op zowel 2G- als 3G-telefoons. De nieuwste dualsimadapters gebruiken overigens geen extra energie, waardoor een batterij net zo lang meegaat als zonder deze adapter.